# Kaše
Kaše je pokrm polohusté konzistence připravovaný vařením potravin jako jsou obiloviny, luštěniny nebo brambory a další, někdy s přidanou vodou či mlékem K nejznámějším kaším patří ovesná, krupicová, rýžová nebo bramborová. Podobným pokrmem je pyré.
Kaše, zpravidla z obilovin či pseudoobilovin patřily od pravěku k základním pokrmům v mnoha lidských společnostech. Obilná zrna mohla být vařena celá, jindy se vařila podrcená či pomletá, a výsledný pokrm mohl být slaný i sladký. Někdy byly ochucovány přídavkem tuku, například sádla nebo slaniny, nebo bylinek. Bohatší chuti mohlo být dosáhnuto také použitím mléka, smetany či vajec, v případě sladkých kaší se používalo rozvařené ovoce nebo med. Kaše mohla být základem pro přípravu placek. U Slovanů se kaše připravovala z pšenice, ječmene a prosa, pro Germány byla typická ovesná kaše.
Slovem kaše může být přeneseně označena jiná hmota obdobné konzistence, ač neslouží k jídlu. Jako metafora se používá také u termínu sídelní kaše, který označuje neuspořádanou zástavbu. Kaše se objevuje také v mnoha českých frázích jako „být na kaši“, „být v (pěkné) kaši“ nebo „chodit kolem horké kaše“.

## Česko

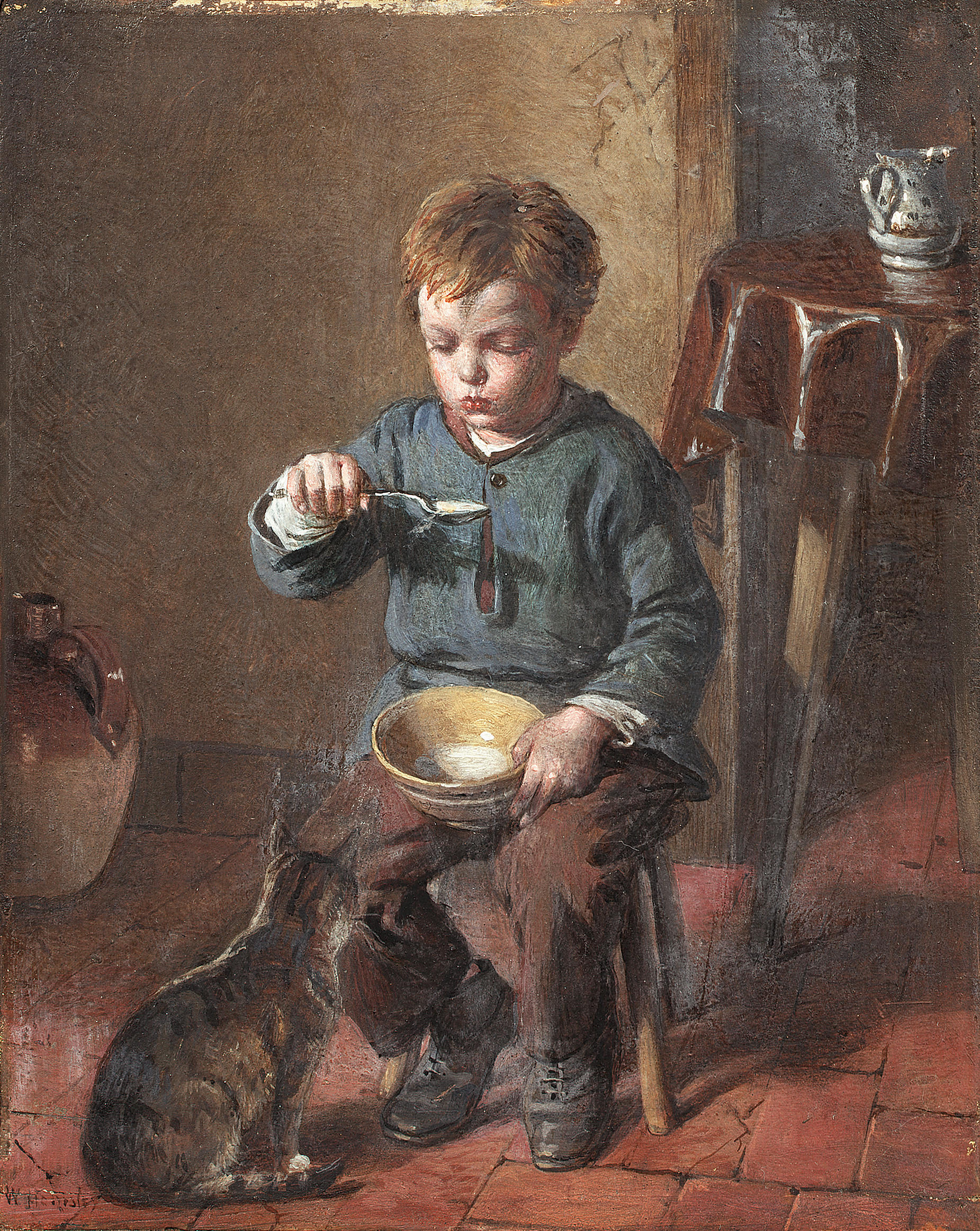
William Hemsley, Kaše (Porridge), 1893

V české kuchyni je kaše slovanským dědictvím. Staří Slované připravovali kaše drcením či roztlučením obilí jak napovídá etymologie slova: z praslovanského *kaša, které nejspíše vychází z praindoevropského kořene *kes „sekat, tlouci, škrábat, drtit”. Použitým obilím byla především pšenice, ječmen a proso, kaše se většinou připravovala na slano a byla silně maštěna. Obilná složka byla ochucována masem, morkem, rybou, mlékem, sýrem, zeleninou, kořením nebo houbami. Připravovali také kaše z luštěnin: čočková, hrachová a později i fazolová. Někdy se obilniny a luštěniny připravovaly společně, příkladem je kočičí tanec, tedy kroupy s čočkou. Dále byly známy kaše zeleninové a masové, až později se objevila bramborová kaše. Vzácněji se připravovaly kaše sladké, například z různých druhů ovoce. Kaše byly často jídlem slavnostním, připravovala se tak například kaše svatební nebo vánoční, podobně jako je na východě Evropy připravována kuťa, k obřadním jídlům patřilo i pražmo, pražené nezralé obilí, někdy roztlučené na kaši, a pučálka z naklíčeného hrachu, taktéž někdy v kašovité podobě.
Tradiční české kaše byly někdy velmi bohaté: mohly obsahovat zároveň jak mléko nebo smetanu, tak vejce a máslo. V postní době se naopak musely obejít bez živočišných potravin, používalo se tak mandlové nebo ořechové mléko. Kaše se někdy zapékaly, příkladem může být jáhelník, nebo se z ní vařily noky podobné škubánkům.
Bramborová kaše se nazývá také kucmoch či kuchmouch, podle etnografa Ladislava Kaizla v Podkrkonoší původně toto slovo znamenalo kaši vůbec. Jako kucmoch se ale také označují bramborové škubánky, podle Marie Úlehlové-Tilschové se tak dělo především v Polabí. Podle Úlehlové-Tilschové se původně jako kuchmoch označovala především netyja, tedy kaše z jáhel či béru. Etymologie výrazu je neznámá, podle Václava Machka může být příbuzné srbochorvatské kačamak (polenta).

## Skandinávie

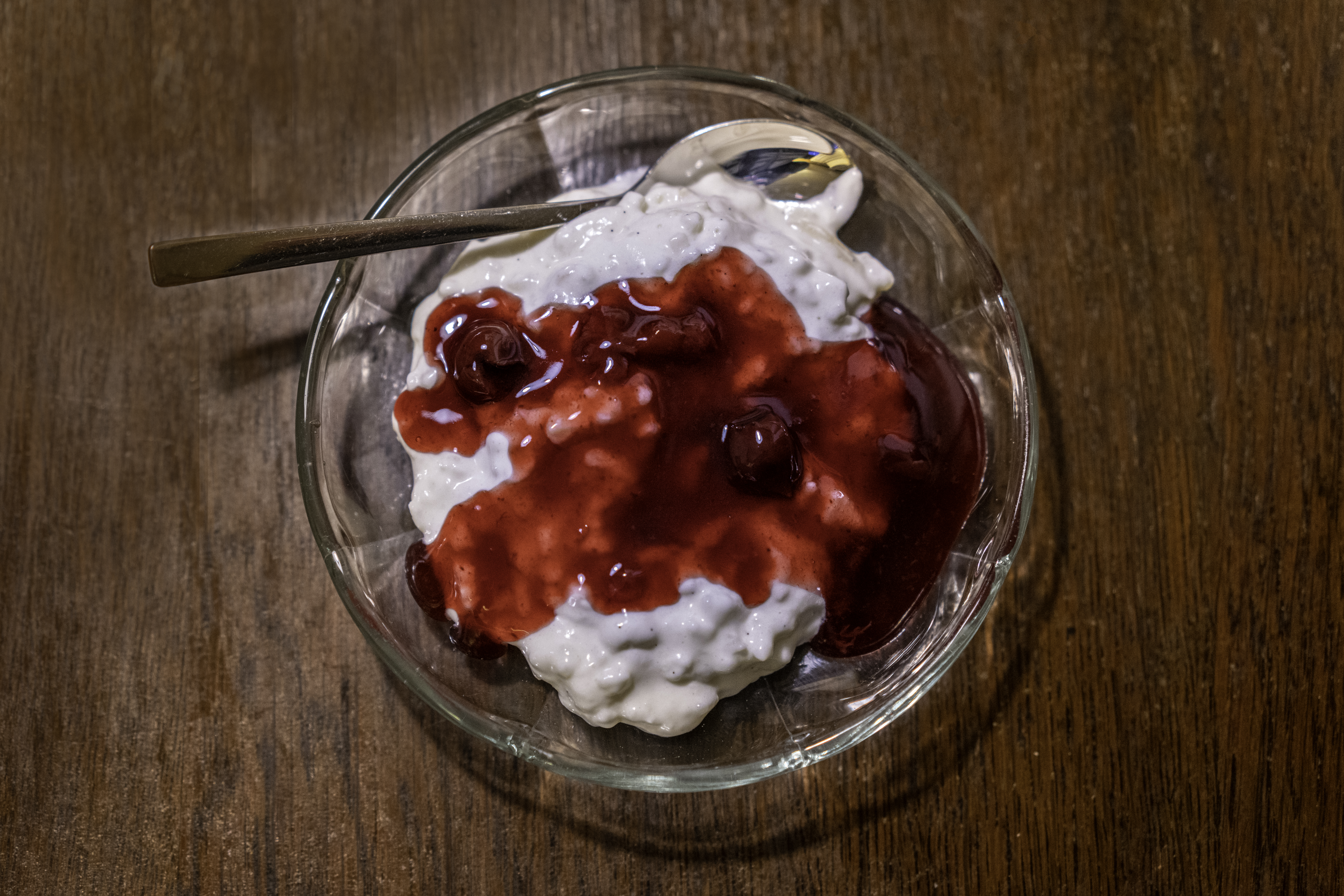
Dánská risalamande

Kaše (dánsky grød, norsky grøt, švédsky gröt), zpravidla obilná byla základem skandinávské stravy od pravěku až do 20. století. Mohla být servírována i třikrát denně a nejčastěji se vařila z ječné mouky a vody. O svátcích a v bohatších domácnostech mohly být použity ječné či pšeničné kroupy, nebo dokonce rýže, a vaření mohlo probíhat s mlékem nebo smetanou. Kaše byla také tradičním vánočním pokrmem, od začátku 20. století vařená s rýže, sypaná skořicí a maštěná máslem. V Dánsku se na Vánoce podává rýžová kaše se smetanou, mandlemi, cukrem a vanilkou zvaná risalamande, podobný pokrm se připravuje i v Norsku a Švédsku. V Norsku se k příležitosti letního slunovratu připravuje rømmegrøt, kaše z kysanou smetanou, podávaná k uzenině. Z mouky a tučné složky, například mléka, krve nebo tresčích jater, se připravoval pokrm zvaný kams. Známa také byla řidší verze kaše, dánsky zvaná vælling, norsky velling a švédsky välling. Ve 20. století obliba obilných kaší výrazně klesla, jako snídaňové jídlo byly zpravidla nahrazeny cereáliemi.

## Frazeologie
- být/bejt v kaši (také rejži nebo bryndě) je český frazeologismus s významem „dostat se do na první pohled obtížně řešitelné nebo nepříjemné situace, do problémů“ (podobně francouzsky „être dans la purée“[10])
- chodit kolem horké kaše znamená „nejít přímo k jádru věci, problému, ale dělat okolky, prostoje“ (německy „um den heißen Brei (herum)reden“)